# Phrudocentra kingstonaria
Phrudocentra kingstonaria är en fjärilsart som beskrevs av Kirby 1880. Phrudocentra kingstonaria ingår i släktet Phrudocentra och familjen mätare. Inga underarter finns listade i Catalogue of Life.